# Гошен (Калифорнија)
Гошен (енгл. Goshen) насељено је место без административног статуса у америчкој савезној држави Калифорнија.

## Демографија
По попису из 2010. године број становника је 3.006, што је 612 (25,6%) становника више него 2000. године.
| Група             | 2000.         | 2010.         |
| Белци             | 511 (21,3%)   | 366 (12,2%)   |
| Афроамериканци    | 67 (2,8%)     | 76 (2,5%)     |
| Азијати           | 33 (1,4%)     | 11 (0,4%)     |
| Хиспаноамериканци | 1.751 (73,1%) | 2.482 (82,6%) |
| Укупно            | 2.394         | 3.006         |